# Instructions de Shuruppak

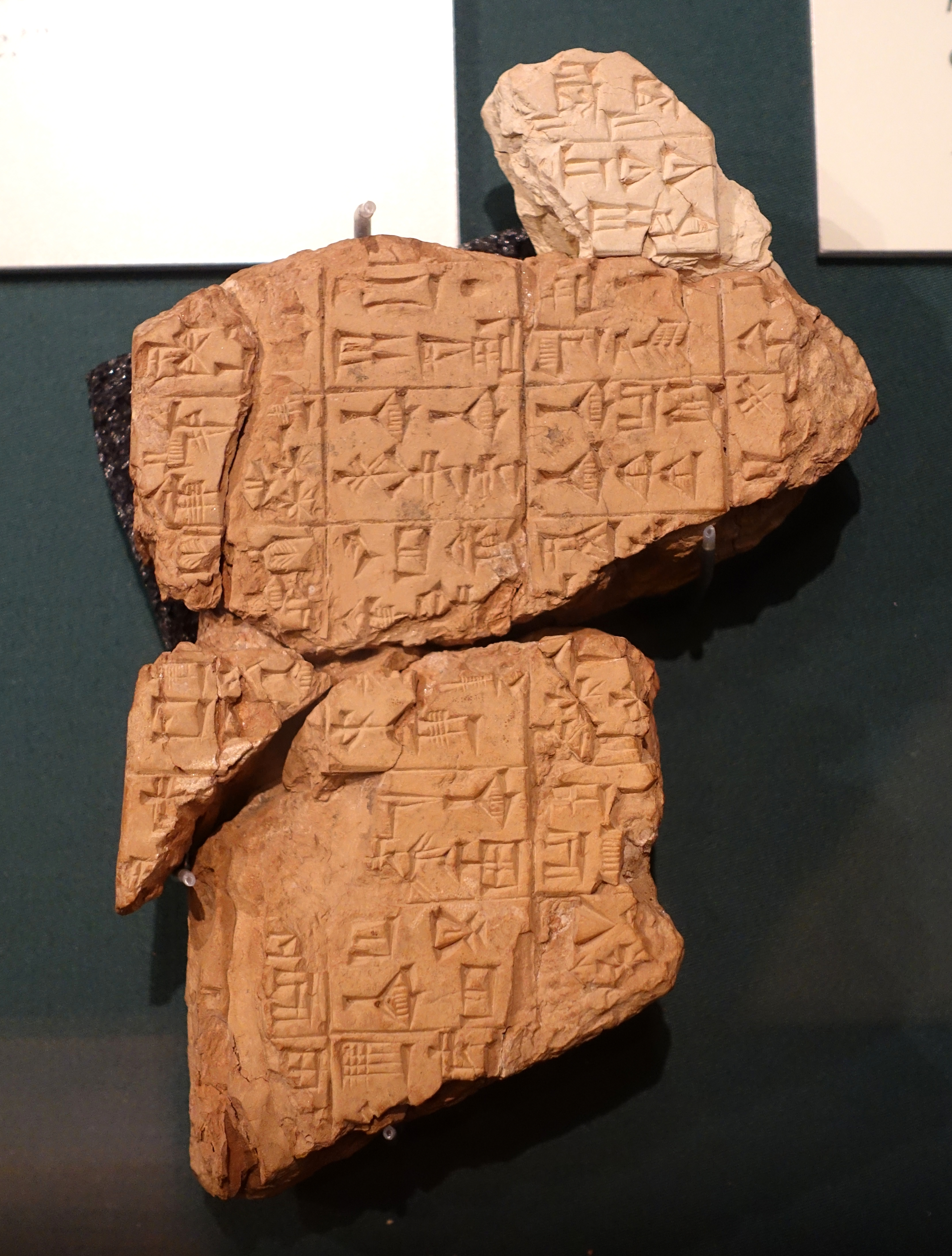
Fragment des Instructions de Shuruppak mis au jour à Bismaya, l'antique Adab, daté du DA III A (v. 2600-2500 av. J.-C.). Musée de l'Institut oriental de Chicago.
Taille : 12.3 cm × 9.8 cm × 3.2 cm
Matériau : Argile.
Période de confection : Dynastie archaïque.
Texte présenté :
« N’achète pas un âne qui brait trop souvent.
Ne commet pas un viol sur la fille d’un homme,
Ne l’annonce pas à ta cour assemblée.
Ne répond pas contre ton propre père
Ne lève pas les “grands yeux”. »
Traduction libre de :
« Do not buy an ass which brays too much.
Do not commit rape upon a man's daughter,
do not announce it to the courtyard.
Do not answer back against your father,
do not raise a ‘heavy eye’. »

Les Instructions de Shuruppak sont un texte de la littérature sapientiale mésopotamienne, rédigé en sumérien, contenant une liste de conseils de sagesses.
Ce texte se présente comme un enseignement de Shuruppak, fils d'Ubara-tutu, à son fils Ziusudra. Ces personnages sont connus par d'autres textes sumériens : dans la Liste royale sumérienne, texte historiographique débutant par une liste de souverains légendaires du pays de Sumer, Ubara-tutu et Ziusudra sont présentés comme des rois de la ville de Shuruppak, les derniers à avoir régné avant le Déluge. Ziusudra est par ailleurs le « Noé » du récit sumérien du Déluge (le Genèse d'Eridu).
Les Instructions de Shuruppak font partie des plus anciennes œuvres littéraires connues, puisque les plus anciennes versions retrouvées sont rédigées sur des tablettes fragmentaires exhumées à Abu Salabikh et Adab et datant de 2500 av. J.-C. environ. Elles ont en outre fait l'objet de copies plus tardives, notamment du début du IIe millénaire av. J.-C., dont la quantité atteste leur popularité.

## Les conseils de sagesse mésopotamiens
Les conseils de sagesse, aussi appelés texte de sagesse, sont une tradition répandue dans l’histoire mésopotamienne. Il s’agit avant tout de transmettre aux nouvelles générations la sagesse traditionnelle. Il faut considérer cette Sagesse, nam-kù-zu en sumérien et nēmequ en akkadien, comme un adjectif positif désignant « l’habileté et la compétence », notamment dans « les sciences liturgiques » et non une assertion de type moral. Les Instructions de Shuruppak en sont un exemple.

## Découverte de la tablette

### Historiographie
Le Tel de Fara, en Irak, a fait l'objet de multiples fouilles du début du XXe siècle jusqu’à aujourd’hui. Les fouilles préliminaires commencent en 1900 avec H. V. Hilprecht. Puis les fouilles reprennent sous la direction du D.O.G (Deutsche Orient-Gesellschaft) entre 1902 et 1903. Une nouvelle campagne de recherche, dirigée par E.J. Banks, est lancée en 1903 et plus tard, en 1926, une troisième fouille est entreprise par Raymond P. Dougherty pour the American Schools Of Oriental Research. Ensuite, l’Institut Archéologique de Pennsylvanie continue les fouilles en 1931.
La tablette des Instructions de Shuruppak est trouvée dans les fouilles de Bismaya (Adab) entre 1903 et 1904 et est alors envoyée à The Oriental Institute of University of Chicago, elle y sera translittérée et traduite.

## Le texte
Les Instructions de Shuruppak sont des imprécations visant à conseiller un fils pour le bien-être du royaume, de sa famille et de lui-même. Le texte est divisé en trois parties. Chacune des parties commence par une exhortation à être écouté (Ligne 1-13, ligne 76-82, ligne 146-152). Dans l’ensemble le texte est répétitif et récursif. Cette répétition est caractéristique d’une tradition orale qui persiste dans la mise en écrit. Il existe plusieurs versions du texte original des Instructions de Shuruppak; les connues sont celles d’Adab, celle d’Abu Salabikh ainsi qu’une version akkadienne.
La traduction du texte souffre de plusieurs lacunes liées à la préservation des tablettes et à la disponibilité des fragments archéologiques, certains signes étant devenus illisibles. De plus, des mots sont parfois omis conformément aux méthodes d’écritures archaïques. Ensuite, la difficulté de traduction est aussi liée aux évolutions grammaticales, selon les époques et les régions, d'une version à l'autre du texte. Le cas de la tablette trouvée à Adab est un exemple montrant que certains mots sont abrégés, à la différence de que l'on trouve dans des versions antérieures: Dumu-ni-ra devenant Dumu-ni ou bien Dumu-ni-ir.
La traduction des Instructions de Shuruppak fut compilée grâce aux fragments des tablettes découvertes dans les différents sites archéologiques mésopotamiens. Certaines parties du texte manquent encore (lignes 88 à 96 et lignes 234 à 243).

### Portée
Le texte semble avoir eu une certaine popularité à son époque puisqu’on le retrouve dans d’autres sites de fouilles de la région dont Adab, Fara et Abu Salabikh ainsi que dans une lettre akkadienne. Les conseils de sagesse sont une tradition répandue du Proche-Orient ancien; les Instructions de Shuruppak est l’enseignement suméro-akkadien le mieux conservé découvert jusqu'à présent.

### Sens
Le texte se rapproche des Dix Commandements du premier testament biblique avec entre autres des allusions au respect filial (lignes 255-260), au vol (lignes 28-31), au viol (lignes 61-62) et au meurtre (lignes 252-253). De plus, il indique comment bien gérer et organiser un royaume, en fournissant des instructions sur les esclaves (lignes 28-31, 49,154-164, 193-201) et sur l’organisation sociale. L’appel au fils est récurrent, rappelant les textes de proverbes bibliques.  
Dans son ensemble, les instructions se rapportent au sens commun et aux actions concrètes de l’époque. Les termes « Vous ne devriez pas » reviennent 64 fois, soulignant l’instruction et l’exigence apportées dans le corps du texte. Le propos du texte vante la supériorité de la vie des Sumériens par rapport aux coutumes des autres peuples « barbares ». Par ailleurs, la forme déclamatoire employée dans les Instructions de Shuruppak est caractéristique des textes de sagesse mésopotamiens.  

### Auteur
Le texte est écrit par une femme du nom de Nisaba et lui fut dicté par Shuruppak, fils de Ubara-Tutu, pour son fils Zid-ud-sura. Nisaba était la déesse des céréales, ainsi que de la calligraphie et de la pédagogie.
Shurrupak apparaît comme étant un roi dans certains textes sumériens et une ville antédiluvienne dans d’autres. Rappelons que son fils Zid-ud-sura est comparé au "Noé" biblique. Le Shuruppak de ce texte pourrait être un « patronage » d’un compilateur cherchant à s’appuyer sur la sagesse d’un roi ancestral.

### Monographies
- (en) B. Alster, Wisdom of Ancient Sumer, Bethesda, 2005, p. 31-220
- (en) ALSTER, Bendt. The instructions of Shurrupak; a sumerian proverb collection, Akademisk Forlag, Copenhagen, 1974, 157 pages.
- LÉVÊQUE, Jean. Sagesse de Mésopotamie, Cahier Évangile, Paris, 1993, 130 pages
- (en) MARTIN, Harriet P. Fara : a reconstruction of the ancient Mesopotamian city of Shuruppak, Birmingham, United-Kingdom, 1988, 300 pages

### Périodiques
- DENNING-BOLLE, Sara J. Wisdom and Dialogue in the Ancient near East,  Numen, 1987, Vol. 34, no.2, p. 214-234
- PORADA, Edith. Reviewed Works:  by Harriet P. Martin ;  by Norbert Karg , American Journal of Archaeology, Vol. 95, No. 1 , 1991, p. 170-173.

### Sites internet
- Site de la traduction des instructions de Shuruppak : http://etcsl.orinst.ox.ac.uk/section5/tr561.htm, dernière consultation le lundi 1 juillet 2024.
- site du département de la défense U.S.A sur le site de fouille de Tell Fara : https://www.cemml.colostate.edu/cultural/09476/iraq05-086.html, non accessible le lundi 1 juillet 2024.
- Site de l’Orient Institute of Chicago : http://mesopotamia.lib.uchicago.edu/learnin.gcollection/search.php?a=name&lcid=45, non accessible le lundi 1 juillet 2024.